# 赖茨维尔 (宾夕法尼亚州)
赖茨维尔（Wrightsville）是美国宾夕法尼亚州约克县的一个镇区。根据2000年美国人口普查，共有2233人，其中白人97.62%。